# والتر إس. جيبسون
والتر إس. جيبسون (بالإنجليزية: Walter S. Gibson)‏ هو مؤرخ الفن وأستاذ جامعي أمريكي، ولد في 1932 في كولومبوس في الولايات المتحدة، وتوفي في 18 نوفمبر 2018 في ساراتوغا سبرينغس في الولايات المتحدة.